# ميكوسفارلا
ميكوسفارلا (الاسم العلمي: Mycosphaerella)، جنس فطور مجهرية من رتبة السخاماوات وفصيلة الميكوسفارليات. يضم أكثر من 10000 نوع، هو أكبر جنس من الفطريات المسببة للأمراض النباتية.